# Anders Giske
Anders Giske (ur. 22 listopada 1959 w Kristiansund) – norweski piłkarz występujący na pozycji obrońcy. Ojciec piłkarki Madeleine Giske.

## Kariera klubowa
Giske karierę rozpoczynał w 1979 roku w zespole SK Brann. W sezonie 1979 spadł z nim z pierwszej ligi do drugiej. W kolejnym sezonie wywalczył z nim jednak awans do pierwszej. W sezonie 1982 grał w klubie Lillestrøm SK, z którym zajął 3. miejsce w pierwszej lidze. W sezonie 1983 ponownie występował w Brann.
Pod koniec 1983 roku przeszedł do niemieckiego 1. FC Nürnberg. W Bundeslidze zadebiutował 26 listopada 1983 w przegranym 0:4 meczu z Hamburgerem SV. 10 grudnia 1983 w przegranym 1:3 pojedynku z Borussią Dortmund strzelił pierwszego gola w Bundeslidze. Po spadku 1. FC Nürnberg do 2. Bundesligi w sezonie 1983/1984, Giske odszedł do pierwszoligowego Bayeru 04 Leverkusen. Pierwsze spotkanie w jego barwach rozegrał 25 sierpnia 1984 przeciwko Fortunie Düsseldorf (4:3). W sezonie 1985/1986 wraz z Bayerem zdobył Puchar Niemiec. Pod koniec 1985 roku wrócił do zespołu 1. FC Nürnberg, który w międzyczasie awansował do Bundesligi. Występował tam do końca sezonu 1988/1989.
W 1989 roku Giske odszedł do 1. FC Köln, także grającego w Bundeslidze. W sezonie 1989/1990 wywalczył z nim wicemistrzostwo Niemiec, a w sezonie 1990/1991 dotarł do finału Pucharu Niemiec. W 1992 roku odszedł do SK Brann, gdzie w tym samym roku zakończył karierę.

## Kariera reprezentacyjna
W reprezentacji Norwegii Giske zadebiutował 29 kwietnia 1981 przegranym 0:1 towarzyskim meczu z Bułgarią. W latach 1981–1989 w drużynie narodowej rozegrał 36 spotkań.